# Dominik Stroh-Engel
Dominik Stroh-Engel (Ehringshausen, 27 november 1985) is een Duits voetballer die bij voorkeur als aanvaller speelt. Hij tekende in 2013 bij SV Darmstadt 98. Sinds augustus 2019 speelt hij voor spVgg Unterhaching.

## Clubcarrière
Stroh-Engel werd geboren in Ehringshausen. In 2005 verruilde hij het bescheiden SC Waldgirmes voor Eintracht Frankfurt. Vervolgens speelde de aanvaller voor SV Wehen Wiesbaden, SV Babelsberg 03 en opnieuw SV Wehen Wiesbaden. In 2013 tekende hij als transfervrije speler een contract bij SV Darmstadt 98. Op 20 juli 2013 debuteerde hij voor zijn nieuwe club in de 3. Liga tegen SV Elversberg. Zes dagen later maakte de boomlange spits zijn eerste treffer tegen VfB Stuttgart II. In zijn eerste seizoen maakte hij 27 treffers in 34 competitiewedstrijden, waarmee hij een groot aandeel had in de promotie van de club naar de 2. Bundesliga. Het seizoen erop promoveerde Stroh-Engel opnieuw met de club, waardoor hij tijdens het seizoen 2015/16 in de Bundesliga uitkomt.